# 樫の木モック
『樫の木モック』（かしのきモック）は、タツノコプロ制作のテレビアニメ。カルロ・コッローディの児童文学『ピノッキオの冒険』をアレンジした作品である。1972年（昭和47年）1月4日から同年12月26日までフジテレビ系列局で放送されていた。全52話。
平均視聴率は11.9%（タツノコプロが所有する資料による）。

## 登場人物
モック
声 - 丸山裕子
本作の主人公で、原作のピノキオに相当。始めの頃は原作同様世間知らずなやんちゃ坊主だったが、後半では「悪魔の人形」として役人に追われる立場になる。しかし逃避行先で多くの人々と出会い、時に救うことで自身も精神的に成長する。
物語のラストでは町の人たちを守るため、役人の前に名乗り出て銃弾を受けてしまうが、人々が見守る中で人間の男の子として復活する。
お爺さん
声 - 矢田稔
モックの生みの親で、原作のゼペットに相当。モックに対しては普段は優しく、時には厳しくと実の親子のように接している。
後半、悪魔の人形として狙われるモックをあくまで自分の息子だと主張し、父親として守ろうとする。
妖精
声 - 池田昌子
瑠璃色の髪の女神に相当。言動もほぼ同じだが、最後は自分の命と引き換えにモックを人間の男の子に変える。
コオロギ
声 - 肝付兼太
百年生きたコオロギに相当。始めはモックに説教することも多く、痛い目に遭わされることもあったが、やがてモックの良き相棒となる。

## スタッフ
- 原作 - カルロ・コッローディ「ピノッキオの冒険」
- 企画・制作 - 吉田竜夫
- 構成 - 鳥海尽三
- 総監督 - 九里一平（第1 - 14回） → 原征太郎（第15 - 最終回）
- 音楽 - 越部信義
- 効果 - イシダサウンドプロ
- 文芸担当 - 森忠明
- キャラクターデザイン - 吉田竜夫、九里一平、天野嘉孝
- 作画監督 - 宮本貞雄 → 林政行
- 作画チーフ - 杉井興治
- 美術設定 - 中村光毅、多田喜久子
- カラー設定 - 金原恵美、向井稔 他
- 原画 - Fプロダクション 他
- 動画 - アニメプロ 他
- 背景 - 新井寅雄、野畑照子、小林七郎、小関俊之、西芳邦、大沼敏孝、多田喜久子、太刀川筆子、山口幸子、渡辺毅、貝瀬達代、岡田和夫、町野好昭、千葉秀雄
- 特殊効果 - 吉沢誠 他
- 仕上 - 向井稔 他
- 撮影 - 細野正、天平フィルム 他
- 編集 - 竹中京子、谷口肇
- 進行 - 横尾潔、他
- 制作担当 - 栃平吉和、大野実
- 録音ディレクター - 水本完
- 録音 - 平野勝、棚岡元
- 現像 - 東洋現像所
- プロデューサー - 吉田健二、前里元義
- 制作協力 - フジテレビ
- 制作 - タツノコプロ（吉田竜夫）

## 主題歌
オープニングテーマ / エンディングテーマ
「樫の木モック」
作詞 - 丘灯至夫 / 作曲 - 越部信義 / 歌 - 小野木久美子（かおりくみこ）
挿入歌
「ボクは悲しい木の人形」
作詞 - 丘灯至夫 / 作曲 - 和田香苗 / 歌 - 小野木久美子（かおりくみこ）
「樫の木モックのクリスマス」
作詞 - 丘灯至夫 / 作曲 - 越部信義 / 歌 - 小野木久美子（かおりくみこ）、コロムビアゆりかご会
クリスマス企画盤のオムニバスEP『みんなのクリスマス』（1972年11月発売、C-517）に「ムーミンのクリスマス」「仮面ライダークリスマス」「超人バロム1のクリスマス」とともに収録された楽曲。

## 各話リスト
| 話数 | 放送日        | サブタイトル                     | 脚本              | 演出              |
| ---- | ------------- | -------------------------------- | ----------------- | ----------------- |
| 1    | 1972年 1月4日 | ぼくは悲しい木の人形             | 鳥海尽三          | 吉田竜夫 原征太郎 |
| 2    | 1月11日       | 人形なんてもういやだ             | 鳥海尽三          | 原征太郎          |
| 3    | 1月18日       | お願いぼくを信じて               | 石森史郎          | 九里一平          |
| 4    | 1月25日       | 人形だって勇気があるんだ         | 石森史郎          | 鳥海永行          |
| 5    | 2月1日        | 人間はなんてすばらしい！         | 三宅直子          | 原征太郎          |
| 6    | 2月8日        | ぼくの心にすむ悪魔（前）         | 永田俊夫          | 鳥海永行          |
| 7    | 2月15日       | ぼくの心にすむ悪魔（後）         | 永田俊夫          | 黒川文男          |
| 8    | 2月22日       | 悪い妖精が呼んでいる             | 寺田信義          | 九里一平          |
| 9    | 2月29日       | ぼくは哀れな悪魔人間             | 永田俊夫          | 原征太郎          |
| 10   | 3月7日        | ぼくの鼻がのびる時               | 牧野和夫          | 高橋資祐          |
| 11   | 3月14日       | 母の愛が知りたいの               | 酒井あきよし      | 鳥海永行          |
| 12   | 3月21日       | ぼくはもうだまされない           | 永田俊夫          | 黒川文男          |
| 13   | 3月28日       | ぼくにだって夢がある             | 永田俊夫          | 高橋資祐          |
| 14   | 4月4日        | ぼくの樫の木はのこった           | 石森史郎          | 黒川文男          |
| 15   | 4月11日       | 木の脚だって生きている           | 牧野和夫          | 鳥海永行          |
| 16   | 4月18日       | 教えてよ、サル先生               | 三宅直子          | 黒川文男          |
| 17   | 4月25日       | ぼくの希望が飛んでゆく           | 松浦健郎 曽田博久 | 黒川文男          |
| 18   | 5月2日        | 人形だって偉いんだ               | 柴山達雄          | 高橋資祐          |
| 19   | 5月9日        | 負けるな！魔法のバイオリン（前） | 松浦健郎 曽田博久 | 鳥海永行          |
| 20   | 5月16日       | 負けるな！魔法のバイオリン（後） | 松浦健郎 曽田博久 | 高橋資祐          |
| 21   | 5月23日       | ぼくがさがした宝物               | 酒井あきよし      | 鳥海永行          |
| 22   | 5月30日       | カナシミ博士さようなら           | 松浦健郎 曽田博久 | 黒川文男          |
| 23   | 6月6日        | お金のなる木をさがせ             | 松浦健郎 曽田博久 | 鳥海永行          |
| 24   | 6月13日       | 人魚とともに消えた夢（前）       | 松浦健郎 曽田博久 | 原征太郎          |
| 25   | 6月20日       | 人魚とともに消えた夢（後）       | 松浦健郎 曽田博久 | 原征太郎          |
| 26   | 6月27日       | おじいちゃん死なないで           | 永田俊夫          | 黒川文男          |
| 27   | 7月4日        | 心の翼をありがとう               | 松浦健郎 曽田博久 | 岡崎邦彦          |
| 28   | 7月11日       | ぼくの脚に根がはえた！           | 田井洋子          | 鳥海永行          |
| 29   | 7月18日       | 山賊どもの前にたて！             | 永田俊夫          | 原征太郎          |
| 30   | 7月25日       | ぼくはピエロじゃない！           | 永田俊夫          | 岡崎邦彦          |
| 31   | 8月1日        | 自由に向って逃げるんだ           | 永田俊夫          | 原征太郎          |
| 32   | 8月8日        | 別れの船は暗黒大陸へ             | 鳥海尽三          | 西谷克和          |
| 33   | 8月15日       | オモチャだっておこるさ           | 松浦健郎 曽田博久 | 黒川文男          |
| 34   | 8月22日       | ぼくは神の子モックだ！           | 森忠明            | 黒川文男          |
| 35   | 8月29日       | 墓守怪獣いつまでも               | 森忠明            | 西牧秀雄          |
| 36   | 9月5日        | ぼくの魔法は勇気と知恵だ         | 永田俊夫          | 黒川文男          |
| 37   | 9月12日       | 悪い夢は砂漠にすてろ！           | 鳥海尽三          | 西牧秀雄          |
| 38   | 9月19日       | サーカス一座はもういやだ         | 鳥海尽三          | 西牧秀雄          |
| 39   | 9月26日       | 飛べ!気球 ふるさとへ             | 牧野和夫          | 原征太郎          |
| 40   | 10月3日       | 火食い親方をやっつけろ           | 三宅直子          | 西牧秀雄          |
| 41   | 10月10日      | 立ちあがれ大木魔神               | 鳥海尽三          | 黒川文男          |
| 42   | 10月17日      | 悪い夢の精よさようなら           | 鳥海尽三          | 岡崎邦彦          |
| 43   | 10月24日      | 死の砦を打ちやぶれ               | 三宅直子          | 西谷克和          |
| 44   | 10月31日      | ぼくを燃やして！                 | 鳥海尽三          | 原征太郎          |
| 45   | 11月7日       | 雪女よ静かに眠れ                 | 森忠明            | 黒川文男          |
| 46   | 11月14日      | 賞金かせぎを追っぱらえ           | 三宅直子          | 岡崎邦彦          |
| 47   | 11月21日      | 木はみんなぼくの仲間             | 鳥海尽三          | 原征太郎          |
| 48   | 11月28日      | 海魔王の怒りにいどめ             | 牧野和夫          | 高橋資祐          |
| 49   | 12月5日       | 地獄島は死んでいる               | 鳥海尽三          | 黒川文男          |
| 50   | 12月12日      | よみがえれ地獄島                 | 鳥海尽三          | 原征太郎          |
| 51   | 12月19日      | 悲しいイブの鐘がなる             | 鳥海尽三 鶴田節子 | 岡崎邦彦          |
| 52   | 12月26日      | ぼくの夢は輝く星に               | 鳥海尽三 近藤若菜 | 高橋資祐          |

## 放送局
- フジテレビ（制作局）：火曜 19:00 - 19:30
- 札幌テレビ：火曜 19:00 - 19:30（1972年3月まで）[3]
  - 北海道文化放送：火曜 19:00 - 19:30（1972年4月から。サービス放送期間中も札幌テレビと並行して放送された。）[4]
- 秋田テレビ：火曜 19:00 - 19:30[5]
- 山形テレビ：火曜 19:00 - 19:30[5]
- テレビ岩手：水曜 17:30 - 18:00[6]
- 仙台放送：火曜 19:00 - 19:30[5]
- 福島テレビ：日曜  9:00 - 9:30[7]
- 新潟総合テレビ：木曜 18:00 - 18:30[8]
- 長野放送：火曜 19:00 - 19:30[9]
- テレビ静岡：火曜 19:00 - 19:30[10]
- 富山テレビ：火曜 19:00 - 19:30[11]
- 石川テレビ：火曜 19:00 - 19:30[11]
- 福井テレビ：火曜 19:00 - 19:30[11]
- 東海テレビ：火曜 19:00 - 19:30[12]
- 関西テレビ：火曜 19:00 - 19:30[13]
- テレビしまね → 山陰中央テレビ：火曜 19:00 - 19:30[14]
- テレビ岡山：火曜 19:00 - 19:30[15]
- 広島テレビ：火曜 19:00 - 19:30[15]
- テレビ愛媛：火曜 19:00 - 19:30[16]
- テレビ西日本：火曜 19:00 - 19:30[17]
- サガテレビ：火曜 19:00 - 19:30[17]
- テレビ長崎：火曜 19:00 - 19:30[18]
- テレビ熊本：火曜 19:00 - 19:30[19]
- テレビ大分：火曜 19:00 - 19:30[20]
- テレビ宮崎：火曜 19:00 - 19:30[19]
- 鹿児島テレビ：月曜 18:00 - 18:30[21]
- 沖縄テレビ：火曜 19:00 - 19:30[22]

## 劇場版
『東宝チャンピオンまつり』で、本作のブローアップ版が2本上映されている。いずれもタイトルに入っている樫の字が子供客には分かりにくいことから、表記が『かしの木モック』に改められている。
『かしの木モック』（1972年3月12日公開）
第1話をブローアップ上映。上映時間は24分。
併映は『地球攻撃命令 ゴジラ対ガイガン』『みなしごハッチ ママにだかれて』『帰ってきたウルトラマン 次郎くん怪獣に乗る』『ミラーマン』『天才バカボン 夜まわりはこわいのだ』の5本。
『かしの木モック ぼくはなかない』（1972年7月22日公開）
テレビシリーズの再編集版。上映時間は25分。
併映は『ゴジラ・エビラ・モスラ 南海の大決闘』（再映）『ミラーマン 生きかえった恐竜アロザ』『天才バカボン 別れはつらいものなのだ』『赤胴鈴之助（アニメ版）』の4本。